# Heinrich Barkhausen

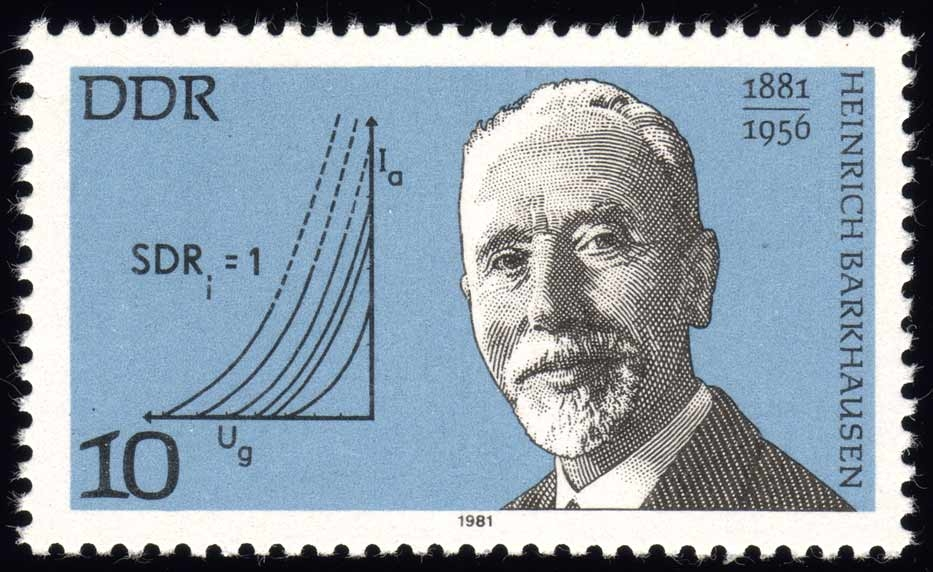
Heinrich Barkhausen på frimärke från Östtyskland.

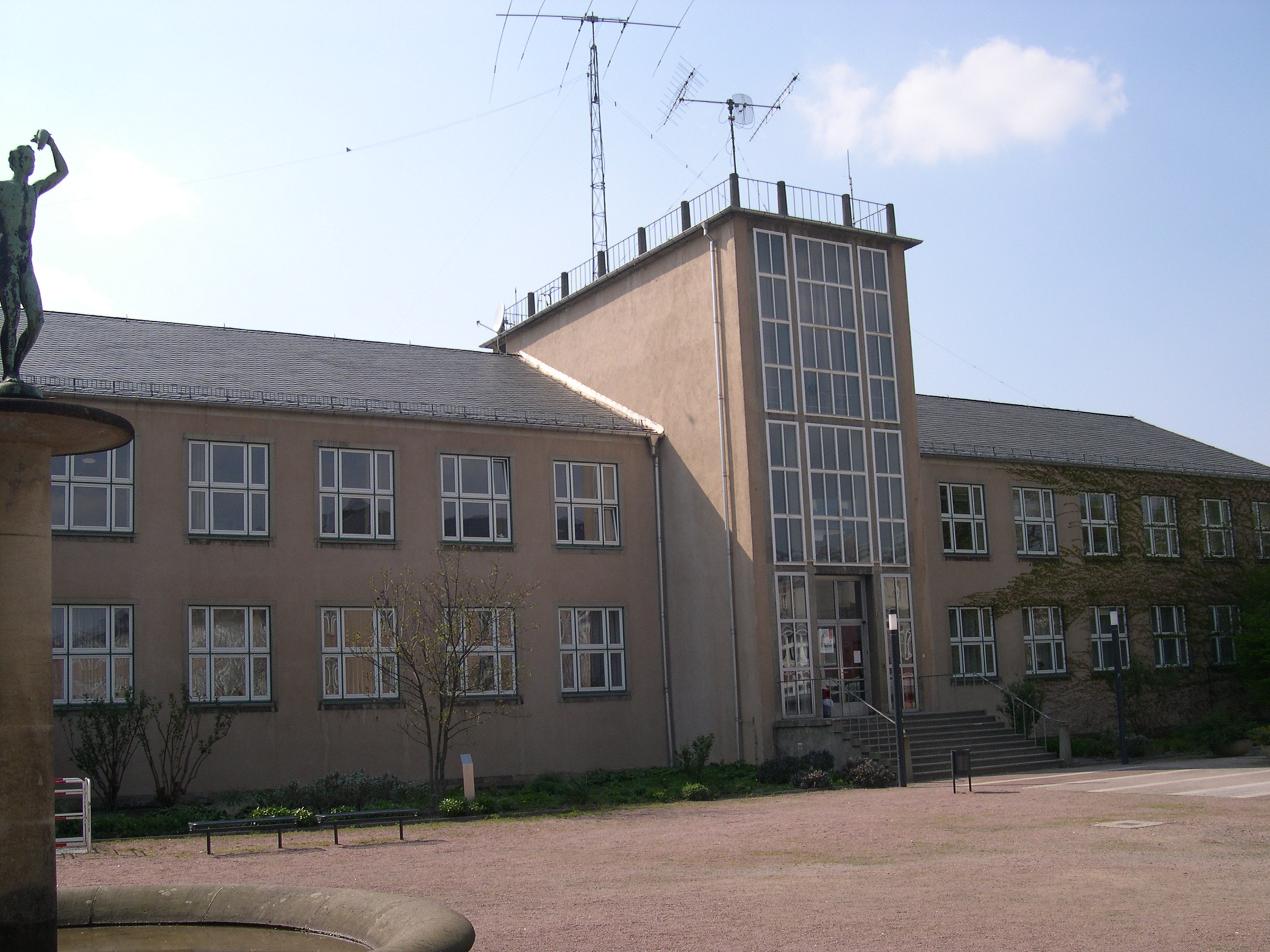
Barkhausen-Bau i Technische Universität Dresden

Heinrich Georg Barkhausen, född 2 december 1881, död 20 februari 1956, var en tysk fysiker.
Barkhausen blev professor vid tekniska högskolan i Dresden 1911. Han var en av de främsta pionjärerna i fråga om teorin för elektronrören. Redan innan elektronrören uppfunnits, studerade Barkhausen uppkomsten av elektriska svängningar. Senare behandlade han ingående teorin för elektronrören som generator för elektriska svängningar. Tillsammans med Karl Kurz upptäckte han 1920 en metod att åstadkomma högfrekventa svängningar, så kallade Barkhausen-Kurz-svängningar. Bland Barkhausens skrifter märks Das Problem der Schwingungserzeugung (1907) och Elektronenröhren (3 band, 1923-29).